# Mohamed Camara (Fußballspieler, 1980)
Mohamed Camara (* 21. Oktober 1980) ist ein ehemaliger guineischer Fußballspieler.

## Karriere

### Verein
Der 175 cm große Camara spielte als Linksfüßer im linken Mittelfeld. Er begann mit dem Fußballspielen in Guinea, ging aber bereits in der Jugend nach Belgien. 2002 begann er seine Profikarriere bei KRC Harelbeke. Ein Jahr später ging er zu Germinal Beerschot, wo er bis 2005 spielte. Anschließend wechselte er auf Leihbasis zu Sakaryaspor. Nach Ablauf des Leihgeschäftes spielte er für Ethnikos Asteras in der zweiten griechischen Liga, kehrte aber nach Belgien zurück, wo er bis 2014 bei verschiedenen Vereinen, meist in der zweiten Liga, engagiert war.

### Nationalmannschaft
Mohamed Camara spielte 1998 dreimal für die Nationalmannschaft von Guinea. Hier kam er in den Gruppenspielen des Afrika-Cup 1998 zum Einsatz.